# فهرست‌های میراث فرهنگی ناملموس یونسکو

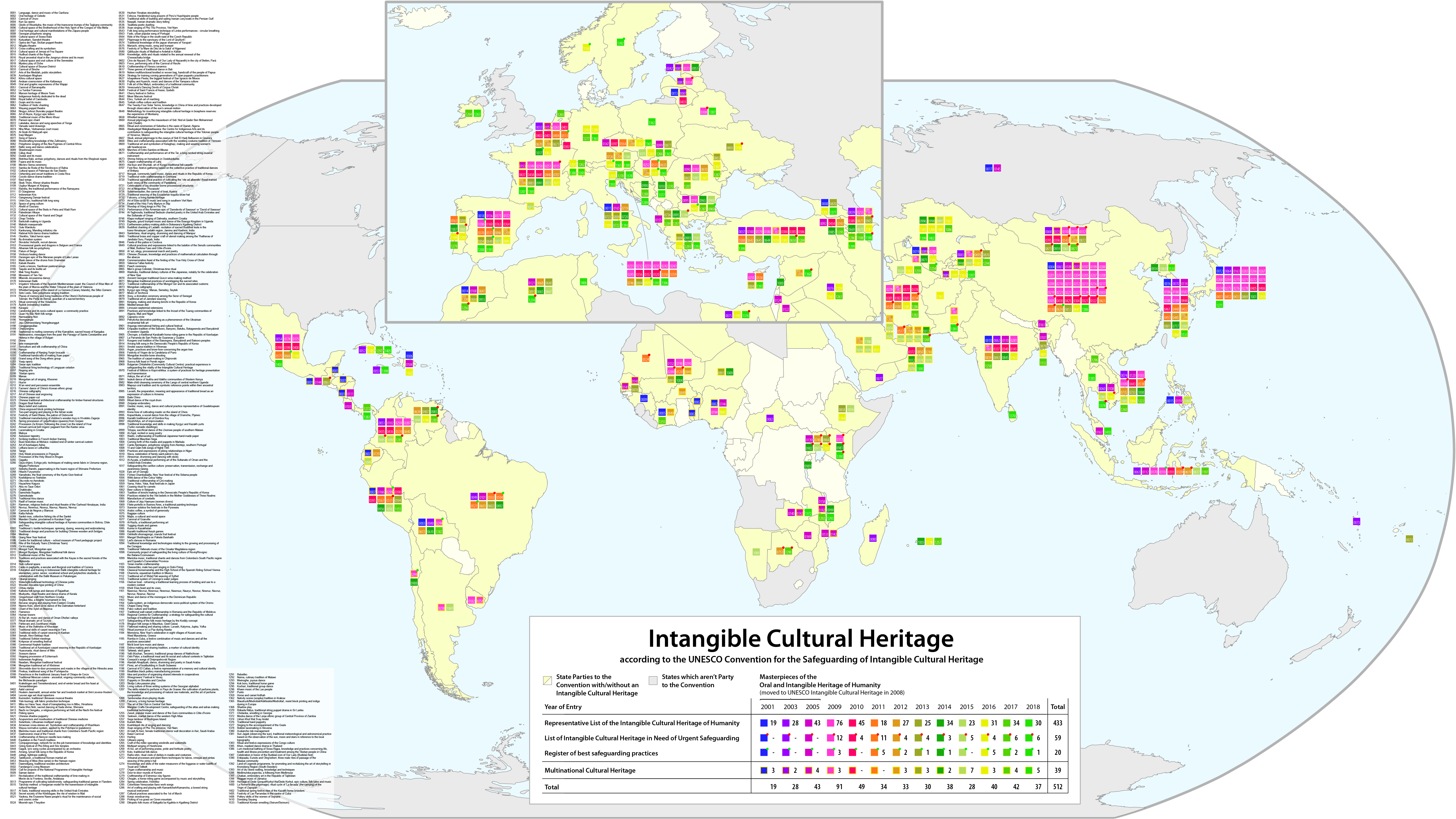
توزیع بر اساس کشور از سال ۲۰۱۸

یونسکو فهرست‌های میراث فرهنگی ناملموس خود را با هدف تضمین حفاظت بهتر از میراث‌های ناملموس مهم در سراسر جهان و افزایش آگاهی از اهمیت آن‌ها ایجاد کرد. این فهرست توسط کمیته بین دولتی برای حفاظت از میراث ناملموس فرهنگی منتشر می‌شود که اعضای آن توسط کشورهای طرف در مجمع عمومی برگزیده می‌شوند. از طریق مجموعه‌ای از گنجینه‌های مختلف شفاهی و ناملموس بشریت در سراسر جهان، این برنامه هدف دارد تا توجه به اهمیت حفاظت از میراث ناملموس را جلب کند، چیزی که یونسکو آن را به عنوان یک مؤلفه اساسی و یک مخزن تنوع فرهنگی و ابراز خلاقانه شناسایی کرده است.
فهرست در سال ۲۰۰۸ هنگامی که کنوانسیون برای پاسداری از میراث فرهنگی ناملموس ۲۰۰۳ اجرایی شد، تأسیس گردید.
تا تاریخ ۲۰۱۰، این برنامه سه فهرست را گردآوری می‌کند. 
1. فهرست بلند فهرست نماینده میراث فرهنگی ناملموس بشریت شامل «آیین‌ها و ابرازهایی است که [آنها] کمک می‌کنند تنوع این میراث را نشان دهند و آگاهی در مورد اهمیت آن را افزایش دهند.»
2. فهرست کوتاه‌تر فهرست میراث فرهنگی ناملموس در معرض خطر فوری شامل عناصری است که جوامع و کشورهای مربوط آن‌ها را نیازمند اقدام فوری برای حفظ زنده نگه داشتن آن‌ها می‌دانند.[۵][۶]
3. فهرست سوم فهرست شیوه‌های خوب پاسداری است.

در سال ۲۰۱۳، چهار عنصر در فهرست میراث فرهنگی ناملموس در معرض خطر فوری ثبت شدند، که به کشورهای طرف کمک می‌کند تا همکاری و کمک‌های بین‌المللی را برای اطمینان از انتقال این میراث با مشارکت جوامع مربوط جلب کنند. فهرست پاسداری فوری اکنون شامل ۳۵ عنصر است. کمیته بین‌دولتی همچنین ۲۵ عنصر را در فهرست نماینده میراث فرهنگی ناملموس بشریت ثبت کرد که هدف آن افزایش آگاهی از میراث ناملموس و اعطای شناخت به سنت‌ها و مهارت‌های جوامع است که تنوع فرهنگی آن‌ها را منعکس می‌کند. این فهرست هیچ استاندارد برتری یا انحصاری را نسبت نمی‌دهد یا شناسایی نمی‌کند. مجموع تمام فهرست‌ها شامل ۶۷۶ عنصر است که مربوط به ۱۴۰ کشور تا تاریخ آوریل ۲۰۲۳.
عناصری که در فهرست‌ها ثبت می‌شوند به‌عنوان تجلی‌های مهم میراث ناملموس بشریت، بالاترین افتخار برای میراث ناملموس در سطح جهانی در نظر گرفته می‌شوند.

## برپایه کشور
میراث فرهنگی ناملموس برپایه کشور تا پایان سال ۲۰۲۴:
| کشور | میراث ناملموس |
| --- | ------------- |
| چین | ۴۳            |
| ترکیه | ۳۰            |
| فرانسه | ۲۸            |
| اسپانیا | ۲۵            |
| ایران | ۲۴            |
| ج.آذربایجان | ۲۳            |
| کرواسی، ژاپن، کره جنوبی                                                                                                  | ۲۲            |
| ایتالیا | ۱۹            |
| بلژیک | ۱۸            |
| هند، قرقیزستان، مغولستان، ویتنام، امارات متحده عربی، ازبکستان                                                            | ۱۵            |
| کلمبیا، مراکش، عمان، پرو                                                                                                 | ۱۴            |
| اندونزی، قزاقستان، عربستان سعودی                                                                                         | ۱۳            |
| مکزیک | ۱۲            |
| الجزایر، اتریش | ۱۱            |
| چک، آلمان، یونان، پرتغال، رومانی، سوئیس                                                                                  | ۱۰            |
| بولیوی، برزیل، مجارستان، مالی، اسلواکی، ونزوئلا                                                                          | ۹             |
| ارمنستان، بلغارستان، مصر                                                                                                 | ۸             |
| قبرس، مالزی، نیجریه، اسلوونی، تونس                                                                                       | ۷             |
| کامبوج، کوبا، مالاوی، موریتانی، فلسطین، فیلیپین، لهستان، سوریه، اوگاندا                                                  | ۶             |
| بنگلادش، بلاروس، بوسنی و هرزگوین، استونی، کنیا، لوکزامبورگ، هلند، اوکراین، زامبیا                                        | ۵             |
| جمهوری دومینیکن، اکوادور، فنلاند، گواتمالا، ایرلند، ساحل عاج، کویت، لیتوانی، موریس، مولداوی، کره شمالی، قطر، تایلند، یمن | ۴             |
| آلبانی، آندورا، بحرین، بوتسوانا، لتونی، ماداگاسکار، موزامبیک، پاکستان، سوئد                                              | ۳             |

## فهرست‌ها
- فهرست میراث فرهنگی ناملموس در آلبانی
- فهرست میراث فرهنگی ناملموس در آلمان
- فهرست میراث فرهنگی ناملموس در آندورا
- فهرست میراث فرهنگی ناملموس در اتریش
- فهرست میراث فرهنگی ناملموس در اردن
- فهرست میراث فرهنگی ناملموس در ارمنستان
- فهرست میراث فرهنگی ناملموس در اسپانیا
- فهرست میراث فرهنگی ناملموس در اسلوونی
- فهرست میراث فرهنگی ناملموس در امارات متحده عربی
- فهرست میراث فرهنگی ناملموس در اندونزی
- فهرست میراث فرهنگی ناملموس در اوکراین
- فهرست میراث  فرهنگی ناملموس در ایران
- فهرست میراث فرهنگی ناملموس در ایتالیا
- فهرست میراث فرهنگی ناملموس در بحرین
- فهرست میراث فرهنگی ناملموس در بلژیک
- فهرست میراث فرهنگی ناملموس در بوسنی و هرزگوین
- فهرست میراث فرهنگی ناملموس در پاکستان
- فهرست میراث فرهنگی ناملموس در پرتغال
- فهرست میراث فرهنگی ناملموس در پرو
- فهرست میراث فرهنگی ناملموس در تایلند
- فهرست میراث فرهنگی ناملموس در ترکیه
- فهرست میراث فرهنگی ناملموس در جمهوری آذربایجان
- فهرست میراث فرهنگی ناملموس در ژاپن
- فهرست میراث فرهنگی ناملموس در سوئیس
- فهرست میراث فرهنگی ناملموس در سوریه
- فهرست میراث فرهنگی ناملموس در عربستان سعودی
- فهرست میراث فرهنگی ناملموس در عمان
- فهرست میراث فرهنگی ناملموس در فرانسه
- فهرست میراث فرهنگی ناملموس در فلسطین
- فهرست میراث فرهنگی ناملموس در فیلیپین
- فهرست میراث فرهنگی ناملموس در قبرس
- فهرست میراث فرهنگی ناملموس در قطر
- فهرست میراث فرهنگی ناملموس در کامبوج
- فهرست میراث فرهنگی ناملموس در کرواسی
- فهرست میراث فرهنگی ناملموس در کره جنوبی
- فهرست میراث فرهنگی ناملموس در کنیا
- فهرست میراث فرهنگی ناملموس در کویت
- فهرست میراث فرهنگی ناملموس در گرجستان
- فهرست میراث فرهنگی ناملموس در لوکزامبورگ
- فهرست میراث فرهنگی ناملموس در مالزی
- فهرست میراث فرهنگی ناملموس در مراکش
- فهرست میراث فرهنگی ناملموس در مصر
- فهرست میراث فرهنگی ناملموس در مکزیک
- فهرست میراث فرهنگی ناملموس در هلند
- فهرست میراث فرهنگی ناملموس در هند
- فهرست میراث فرهنگی ناملموس در یمن
- فهرست میراث فرهنگی ناملموس در یونان